# Only One Woman
"Only One Woman", skriven av Barry, Maurice och Robin Gibb, är en ballad som blev en hit av duon Marbles 1968.
Marbles-versionen nådde topplaceringen #5 i Storbritannien.

## Cover
1976 gjorde bandet Peter Pan en coverversion på svenska, "Stanna hos mig", med svensk text skriven av Hans Sidén. Låten finns med på albumet Vine Street.
En cover av gruppen Alien, utgiven som singel 1988, blev en stor hitlåt. Aliens version toppade i Sverige.

## Listplaceringar

### Marbles version
| Lista (1968-1969) | Position         |
| ----------------- | ---------------- |
| Australien        | 25 (Go Set)      |
| Danmark           | 8 (DR "Topp 20") |
| Frankrike         | 18               |
| Irland            | 8                |
| Kanada            | 43 (RPM)         |
| Nederländerna     | 3                |
| Norge             | 6 (VG-lista)     |
| Nya Zeeland       | 1 (NZ Listner)   |
| Schweiz           | 5                |
| Storbritannien    | 5                |
| Sverige           | 9 (Kvällstoppen) |
| Sverige           | 7 (Tio i topp)   |
| Västtyskland      | 6                |
| Österrike         | 8                |

### Aliens version
| Lista (1988) | Position |
| ------------ | -------- |
| Sverige      | 1        |

### Fotnoter
1. ↑  https://smdb.kb.se/catalog/id/001885493
2. ↑  ”Listplacering”. https://gosetcharts.com/1969/19690129.html. Läst 28 februari 2022.
3. ↑  ”Listplacering”. Arkiverad från originalet den 9 april 2016. https://web.archive.org/web/20160409174457/http://danskehitlister.dk/?hitlist_id=12&y=1968&hitlist_item_id=1170. Läst 28 februari 2022.
4. ↑  ”"infodisc.fr", välj "The Marbles" i listan.”. http://www.infodisc.fr/Tubes_Artistes_M.php. Läst 28 februari 2022.
5. ↑  ”Listplacering”. http://irishcharts.ie/search/placement?page=1&search_type=title&placement=Only+One+Woman. Läst 28 februari 2022.
6. ↑  ”Listplacering”. https://www.bac-lac.gc.ca/eng/discover/films-videos-sound-recordings/rpm/Pages/image.aspx?Image=nlc008388.5898&URLjpg=http%3a%2f%2fwww.collectionscanada.gc.ca%2fobj%2f028020%2ff4%2fnlc008388.5898.gif&Ecopy=nlc008388.5898. Läst 28 februari 2022.
7. ↑  ”Listplacering”. http://dutchcharts.nl/showitem.asp?interpret=Marbles&titel=Only+One+Woman&cat=s. Läst 11 juni 2011.
8. ↑  ”Listplacering”. http://norwegiancharts.com/showitem.asp?interpret=Marbles&titel=Only+One+Woman&cat=s. Läst 11 juni 2011.
9. ↑  ”Listplacering”. Arkiverad från originalet den 28 februari 2022. https://web.archive.org/web/20220228200136/http://www.flavourofnz.co.nz/index.php?qpageID=search%20listener&qartistid=729#n_view_location. Läst 27 februari 2022.
10. ↑  ”Listplacering”. http://hitparade.ch/showitem.asp?interpret=Marbles&titel=Only+One+Woman&cat=s. Läst 11 juni 2011.
11. ↑  ”Listplacering”. Arkiverad från originalet den 25 maj 2012. https://archive.is/20120525161250/http://www.chartstats.com/release.php?release=4803. Läst 11 juni 2011.
12. ↑  Hallberg, Eric (1993). Kvällstoppen i P3 (1:a uppl.). ISBN 91-630-2140-4
13. ↑  Hallberg, Eric (1998). Tio i topp - med de utslagna på försök 1961-74 (1:a uppl.). ISBN 91-972712-5-X
14. ↑  ”Charts Surfer – Söktjänst”. http://www.charts-surfer.de/. Läst 28 februari 2022.
15. ↑  ”Listplacering”. http://austriancharts.at/showitem.asp?interpret=Marbles&titel=Only+One+Woman&cat=s. Läst 11 juni 2011.
16. ↑  ”Listplacering”. http://swedishcharts.com/showitem.asp?interpret=Alien&titel=Only+One+Woman&cat=s. Läst 11 juni 2011.